# Dicasterio para las Iglesias Orientales

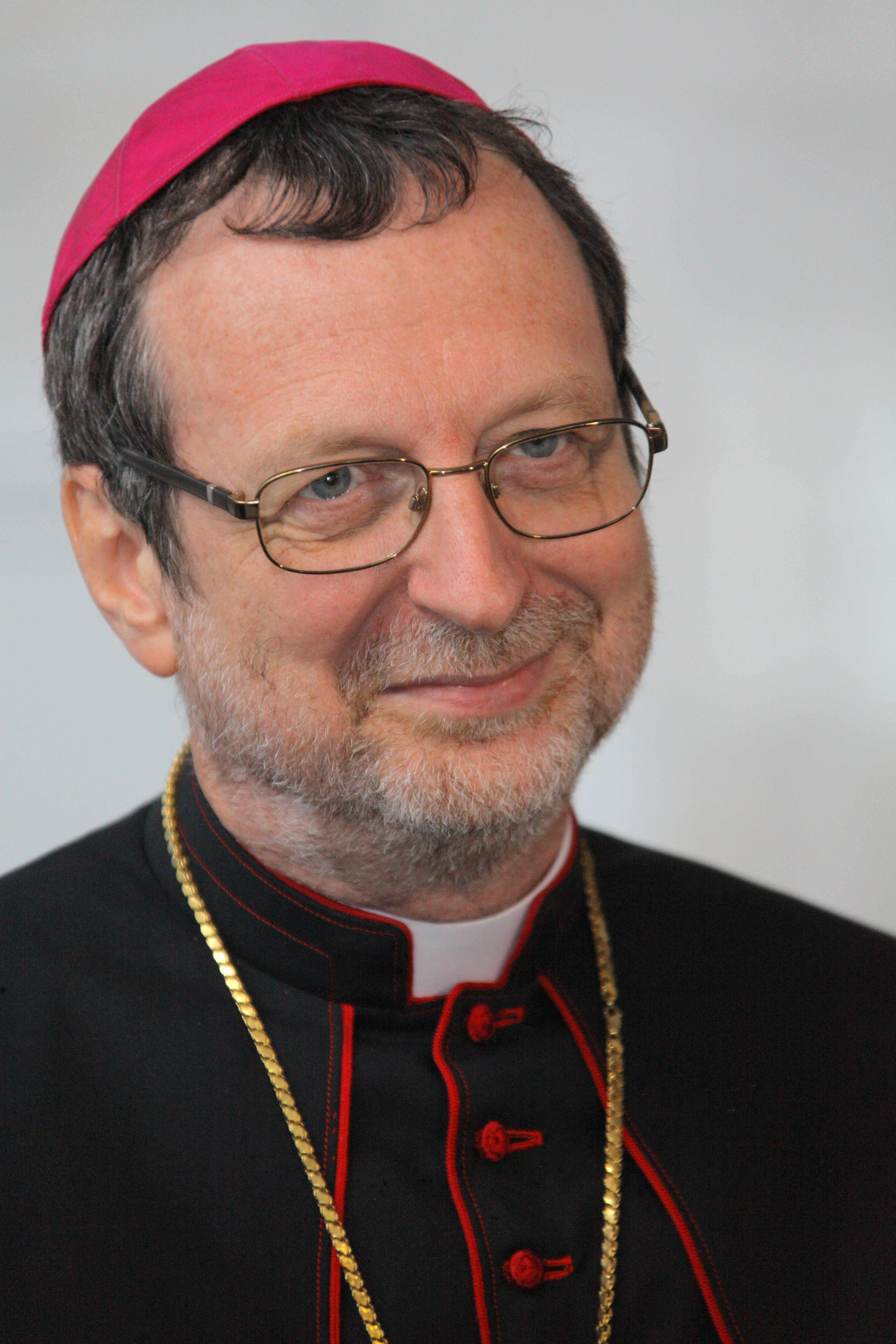
Arzobispo prefecto Claudio Gugerotti.

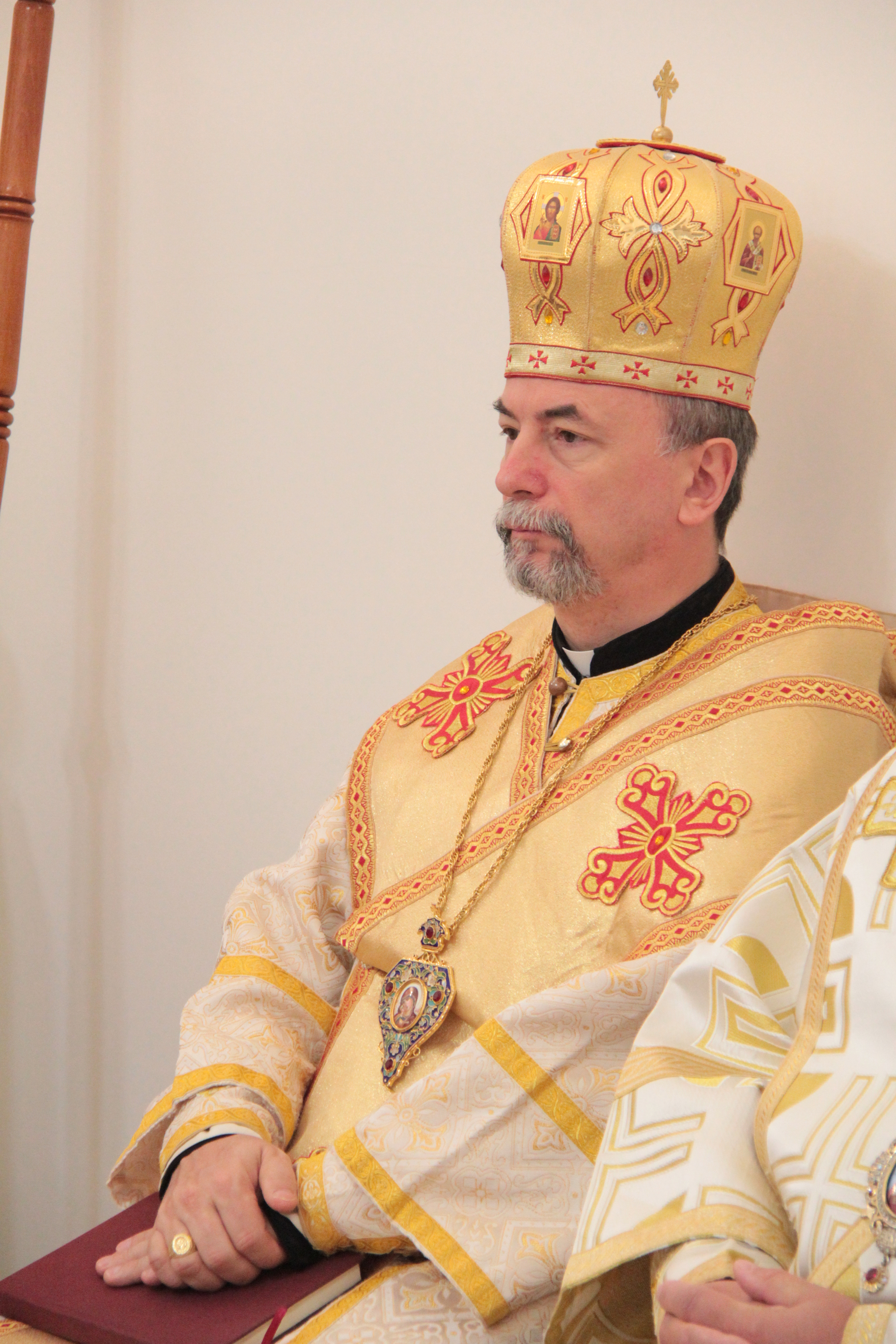
Anterior secretario arzobispo Cyril Vasil’.

El Dicasterio para las Iglesias Orientales (Dicasterium pro Ecclesiis Orientalibus) es un dicasterio de la curia romana. Trata de todo aquello concerniente a las Iglesias católicas orientales sui iuris, en lo que se refiere a personas y cosas.
Es el dicasterio competente en todas las cuestiones que son propias de las Iglesias orientales que han de remitirse a la Sede Apostólica sobre la estructura y ordenación de las Iglesias, sobre el ejercicio de las funciones de enseñar, santificar y gobernar, o sobre las personas, su estado, sus derechos y obligaciones. También se ocupa de todo lo establecido sobre relaciones quinquenales y visitas ad limina Apostolorum.
Su sede está en el Palazzo dei Convertendi en Roma, que es uno de los edificios de Italia en los cuales la Santa Sede goza de derecho de extraterritorialidad, según fue establecido por los Pactos de Letrán del 11 de febrero de 1929.
Anteriormente recibía el nombre de Congregación para las Iglesias Orientales. Tras la publicación de la constitución apostólica Praedicate Evangelium, del papa Francisco, la Congregación se convierte en el actual Dicasterio.

## Historia
El primer organismo de la Santa Sede que se encargó de asuntos relacionados con las Iglesias orientales fue la Congregatio de rebus Graecorum creada por el papa Gregorio XIII en 1573 para asuntos de rito bizantino y la promoción de la fe entre otros cristianos orientales. El papa Clemente VIII (1592-1605) la transformó en Congregatio super negotiis sanctae Fidei et religionis catholicae, para los asuntos de los bizantinos y otros orientales, y para promover la propagación de la fe en los países paganos. Sus funciones pasaron a ser ejercidas por la Congregación de Propaganda fide, establecida en 1622, que también supervisaba la actividad misionera. El papa Pío IX el 6 de enero de 1862 mediante el breve Romani Pontifices, creó dentro de ese mismo dicasterio la Congregatio de Propaganda Fide pro negotiis ritus orientalis, de modo que el dicasterio tenía un único prefecto, pero dos secretarios diferentes para coordinar las secciones respectivas, con su propio personal, consultores y archivo.
La congregación se volvió independiente de la Propaganda fide mediante el motu proprio Dei Providentis de 1 de mayo de 1917 del papa Benedicto XV, con el nombre de Congregatio pro Ecclesia Orientali, y que dispuso que el papa fuera su prefecto. Asumió su nombre actual el 15 de agosto de 1967 por la constitución apostólica Regimini Ecclesiae Universae del papa Pablo VI, quien designó como prefecto al cardenal Gustavo Testa, hasta entonces secretario.
Sus responsabilidades fueron notablemente incrementadas por el papa Pío XI mediante los motu proprio Inde ab initio Pontificato de 1930 y Sancta Dei Ecclesia de 25 de marzo de 1938. Desde el pontificado del papa Juan Pablo II, con la constitución apostólica Pastor Bonus de 28 de junio de 1988, asumió su actual fisonomía. Recibió la misma autoridad sobre eparquías, obispos, clérigos, religiosos y fieles del rito oriental que tienen las congregaciones para los Obispos, para el Clero, para los Institutos de Vida Consagrada y las Sociedades de Vida Apostólica y para la Educación Católica, respectivamente sobre las diócesis, obispos, clérigos, religiosos y fieles del rito latino. Además, tiene exclusiva autoridad sobre la Iglesia católica en todos sus ritos en las siguientes regiones: Egipto con la península de Sinaí, Eritrea, norte de Etiopía, Bulgaria, Chipre, Grecia, Israel, Irán, Irak, Líbano, los Territorios Palestinos, Siria, Jordania y Turquía. Anteriormente la jurisdicción exclusiva alcanzaba también al sur de Albania, Georgia y Armenia, pero luego pasaron a ser de la Secretaría de Estado.

Art. 56 — Congregatio ea cognoscit, quæ, sive quoad personas sive quoad res, Ecclesias Orientales Catholicas respiciunt.

## Competencia
Su competencia está limitada en los asuntos que son propios y exclusivos de las congregaciones para la Doctrina de la Fe y para las Causas de los Santos, así como de los tribunales romanos. En materias importantes que afectan a fieles latinos debe proceder en consulta con las congregaciones pertinentes.
Otros marcos de referencias fueron proporcionados por el Concilio Vaticano II (1962-1965), en particular con el decreto Orientalium Ecclesiarum promulgado el 21 de noviembre de 1964, y por el Código de los cánones de las Iglesias orientales (Codex Canonum Ecclesiarum Orientalium) promulgado por el papa Juan Pablo II el 18 de octubre de 1990.
La congregación examina las listas de candidatos al episcopado elevadas por los sínodos de las Iglesias orientales. 
Para fines de difusión la congregación utiliza el SICO (Servizio Informazioni Chiese Orientali) que es una publicación anual.

## Composición
El dicasterio está presidido por un prefecto (cardenal), que tiene la asistencia de un secretario, de un secretario adjunto y de oficiales y consultores. La integran además 27 cardenales, un arzobispo y 4 obispos designados por el papa por un quinquenio. Incluidos como miembros de la congregación están todos los patriarcas católicos orientales y los archieparcas mayores, así también como el presidente del Concilio Pontificio para la Promoción de la Unidad entre los Cristianos.  Unas 30 personas realizan las tareas diarias coordinadas por un supervisor. Existen además 3 comisiones de expertos: la Comisión Especial para la Liturgia, la Comisión Especial para los Estudios de los Cristianos Orientales, y la Comisión para la Formación del Clero y Religiosos.

### Cardenales secretarios (hasta 1967)
Nota: desde 1917 a 1967, el papa ofició también como prefecto de la congregación.
- Nicolò Marini (1917-1922)
- Giovanni Tacci Porcelli (1922-1927)
- Luigi Sincero (1927-1936)
- Eugène-Gabriel-Gervais-Laurent Tisserant (1936-1959)
- Amleto Giovanni Cicognani (1959-1961)
- Gabriel Acacius Coussa (pro-prefecto 1961, prefecto 1962)
- Gustavo Testa (1962-1967)

### Cardenales prefectos
- Gustavo Testa (1967-1968)
- Maximilien de Furstenberg (1968-1973)
- Paul-Pierre Philippe (1973-1980)
- Władysław Rubin (1980-1985)
- Duraisamy Simon Lourdusamy (1985-1991)
- Achille Silvestrini (1991-2000)
- Ignacio Moisés I Daoud (2000- 9 de junio de 2007)
- Leonardo Sandri (9 de junio de 2007 - 22 de noviembre de 2022)
- arzobispo Claudio Gugerotti (desde el 22 de noviembre de 2022)

#### Secretarios
- arzobispo Antonio Maria Vegliò (11 de abril de 2011 - 28 de febrero de 2009)
- arzobispo Cyril Vasil’, S.J. (7 de mayo de 2009 - 20 de enero de 2022)
- arzobispo Giorgio Demetrio Gallaro (25 de febrero de 2020 - 15 de febrero de 2023)
- presbítero Michel Jalakh, O.A.M. (desde el 15 de febrero de 2023)

#### Subsecretarios
- Marco Dino Brogi, O.F.M. (12 de julio de 1991 - 13 de diciembre de 1997)
- Claudio Gugerotti (17 de diciembre de 1997 - 7 de diciembre de 2001)
- Krzysztof Nitkiewicz (15 de marzo de 2002 - 13 de junio de 2009)
- Maurizio Malvestiti (19 de junio de 2009 - 26 de agosto de 2014)
- Lorenzo Lorusso, O.P. (15 de noviembre de 2014 - 22 de noviembre de 2019)
- Flavio Pace (desde el 3 de febrero de 2020)

## Financiación
Las actividades de la congregación son financiadas con contribuciones de la Santa Sede, de agencias de ayuda internacional y de patrocinadores privados. El ROACO (Riunione Opere Aiuto Chiese Orientali) es un comité que une a las agencias de financiación de varios países con el fin de proporcionar asistencia en diferentes áreas y está presidido por el prefecto de la congregación, siendo el secretario su vicepresidente. Entre los organismos integrantes del comité están con sede en Estados Unidos: CNEWA (Catholic Near East Welfare Association), que fue aprobada por el papa Pío XI en 1928, y la Misión Pontifical para Palestina, creada en 1949. Existen agencias de ayuda en Alemania, Francia, Suiza, Países Bajos y Austria, que también integran el ROACO.